# کشتی مین‌روب کلاس اسنتور
ماین‌سوییپر کلاس اسنتور (به انگلیسی: Accentor-class minesweeper) یک کلاس از کشتی است.